# Enicospilus morobe
Enicospilus morobe là một loài tò vò trong họ Ichneumonidae.